# Pakxe
Pakxe (população 87.000) é uma cidade no sul de Laos. É a maior cidade na província de Champasak. Era anteriormente a capital do Reino de Champasak, que terminou em 1946 quando o reino de Laos foi formado. Com a construção de uma ponte sobre o Mekong, permitindo o tráfego de estrada com Ubon Ratchathani na Tailândia, Pakxe transformou-se num centro comercial no sul do Laos.

## Turismo

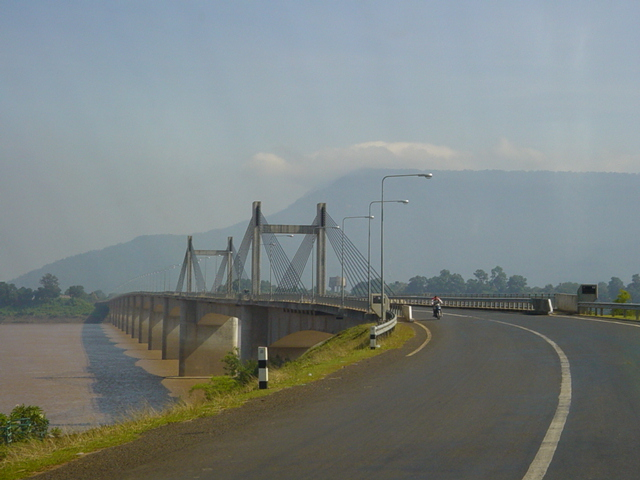
A ponte sobre o Mekong, Pakxe

Pakse está crescendo como um destino turístico, com as chegadas de turistas dobrando na última década, de 53.000 em 2002 para mais de 111.000 em 2008. Os principais lugares de interesse incluem:
- Wat Phou
- Si Phan Don